# 寺嶋民哉
寺嶋 民哉（てらしま たみや、1958年4月10日 - ）は、日本の作曲家、編曲家。熊本県熊本市出身。熊本県立第二高等学校出身。熊本市親善大使。日本作編曲家協会（JCAA）理事。血液型はA型。愛煙家である。

## 来歴
中学・高校時代にブラスバンドでトランペットを担当したことがきっかけで、吹奏楽や小編隊のバンドアンサンブルの編曲を手がけるようになる。卒業後、地元のバンドにキーボード奏者として参加、のちに上京して浜田省吾のバックバンドとして活動した。
帰郷後に結成したバンド「NETWORK」
が、1985年の第29回・第30回ヤマハポピュラーソングコンテストで本戦出場を果たし、第29回大会では作曲を担当した「METRO ～失われた都市(まち)に生きて～」が入賞した。バンド解散後、1988年に熊本の音楽コンクールで優勝したのを機に作曲家を目指して再上京する。評価されると見込んだポップス系の作品を音楽関係者に売り込むが全く手応えがなく、売り込む気のなかったオーケストラ用作品が高い評価を得た。
1991年ごろから、日本ファルコムのゲームミュージックのアレンジを数多く手がけるようになる。以降、アニメやTVドラマ、映画、舞台の音楽など幅広く活動している。2005年、『半落ち』にて第28回日本アカデミー賞優秀音楽賞を受賞。

## 作品

### テレビアニメ
- 臣士魔法劇場 リスキー☆セフティ（2000年）
- 花右京メイド隊（2001年）
- おもいっきり科学アドベンチャー そーなんだ!（2003年）
- 魔法少女隊アルス（2004年）
- ガラスの仮面（2005年）
- 夢使い（2006年）
- 獣神演武 -HERO TALES-（2007年）
- 古代王者 恐竜キング Dキッズ・アドベンチャー（2007年 - 2008年）
- 聖剣の刀鍛冶（2009年）[7]

### OVA
- プラスチックリトル（1994年）
- KEY THE METAL IDOL（1994年）
- ガラスの仮面 千の仮面を持つ少女（1998年）
- 犬木加奈子絶叫コレクション 学校がこわい！（1999年）
- 魔法少女隊アルス THE ADVENTURE（2007年）

### 映画
- ナンミン・ロード（1992年）
- 緊急呼出し エマージェンシー・コール（1995年）
- 学校の怪談2（1996年）
- SAWADA 青森からベトナムへ ピュリッツァー賞カメラマン沢田教一の生と死（1997年）
- 元気の神様（1998年）
- ズッコケ三人組 怪盗Ｘ物語（1998年）
- 風を見た少年（2000年）
- Sweet Sweet Ghost（2000年）
- みすゞ（2001年）
- 半落ち（2004年）
- ゲド戦記（2006年）
- ショコラの見た世界 (2007年)
- おまえ うまそうだな（2010年）
- 青木ヶ原（2013年）
- ひまわりと子犬の7日間（2013年）
- 六月燈の三姉妹（2014年）
- 二宮金次郎（2019年）

### テレビドラマ
2000年代までは岡田惠和脚本作品の劇伴を手掛けることが多かった。太字は岡田脚本作品。
- 南くんの恋人（第2作）（1994年）
- 最高の恋人（1995年）
- ザ・シェフ（1995年）
- イグアナの娘（1996年）
- 恋の片道切符（1997年）
- おそるべしっっ!!!音無可憐さん（1998年）
- 女教師（1998年）
- 可愛いだけじゃダメかしら?（1999年）
- バースデイ〜こちら椿産婦人科〜（1999年）
- ア・オ・ゾ・ラ・マ・ー・ジ・ャ・ン（1999年）
- 東京らぶ（1999年）
- 月下の棋士（2000年）
- 花村大介（2000年）
- ただいま満室（2000年）
- 傷だらけのラブソング（2001年）
- 真珠夫人（2002年）
- アルジャーノンに花束を（2002年）
- 動物のお医者さん（2003年）
- 愛のソレア（2004年）
- マザー&ラヴァー（2004年）
- 祖国（2005年）
- 新・風のロンド（2006年）
- 紅の紋章（2006年）
- 新・はんなり菊太郎（2007年）
- 再生の町（2009年）
- 双葉荘の友人（2016年）
- ひなたの佐和ちゃん、波に乗る!（2019年）

### テレビドキュメント
- Railway Story（1990年）
- 鉄道伝説（2013年）

### ゲームミュージック
- ファルコムスペシャルBOX'92 『交響詩イースIII』（1991年）
- 交響詩ドラゴンスレイヤー英雄伝説（1992年）
- 交響詩ドラゴンスレイヤー英雄伝説Vol.2（1992年）
- 組曲ウィザードリィV（1992年）
- 大戦略エキスパート（1992年）
- パーフェクトコレクション ブランディッシュ（1992年）
- ファルコムスペシャルBOX'94（1993年）
- 大戦略エキスパートv2（1993年）
- パーフェクトコレクション イース天空の神殿 IV（1993年）
- パーフェクトコレクション イース天空の神殿 II（1993年）
- パーフェクトコレクション ドラゴンスレイヤー英雄伝説2 Disc2（1993年）
- ファルコムスペシャルBOX'95（1994年）
- 組曲ウィザードリィ 〜禁断の魔筆〜（1995年）
- 交響詩イース'95 フィーナ〜草原〜そして旅立ちの朝（1995年）
- イースV オーケストラバージョン（1996年）
- 朱紅い雫 エレクトリックオーケストラ（1996年）
- 提督の決断IV（2002年）
- ブレス オブ ファイア 6 白竜の守護者たち（2016年）

### 舞台
- 宝塚歌劇星組公演「エル・アルコン-鷹-」（2007年）
- 音楽劇「ガラスの仮面」（2008年）
- 宝塚歌劇雪組公演「カラマーゾフの兄弟」（2008年）
- 宝塚歌劇宙組公演「TRAFALGAR(トラファルガー)－ネルソン、その愛と奇跡－」（2010年）
- オペラ「紅天女」

### テーマパーク
- ユニバーサル・スタジオ・ジャパン「ファンタスティック・ワールド」（2008年）